# Distrito de Bolívar (San Miguel)
El Distrito de Bolívar es uno de los trece distritos de la provincia de San Miguel, ubicada en el Departamento de Cajamarca, bajo la administración del Gobierno regional de Cajamarca, en el Perú.
Desde el punto de vista jerárquico de la Iglesia católica forma parte de la diócesis de Cajamarca, sufragánea de la arquidiócesis de Trujillo.

## Historia
El distrito fue creado mediante Ley N.º 25156 del 26 de diciembre de 1989, en el primer gobierno de Alan García.

## Geografía
El Distrito Bolívar se encuentra cerca al río Bolívar a unos 920 m s. n. m., ubicado entre las Ecorregiones del Bosque Seco Ecuatorial y la Selva Baja donde aún se conservan algunos bosques relictos; también se puede apreciar su famosa catarata "Mandingues". Está lleno de vegetación, laderas y cerros.

## Capital
Su capital es la localidad de Bolívar (926 m s. n. m.).

## División administrativa
- Caserío Corral Viejo
- Caserío El Diamante
- Caserío El Espino
- Caserío El Sauce
- Caserío La Tambora
- Caserío Nogal
- Caserío Maychil
- Caserío Paucal
- Caserío San José
- Caserío Trigal

## Población
Tiene una población de 1671 habitantes, según el último censo de población y vivienda 2007 realizado por el INEI. https://web.archive.org/web/20121001054817/http://desa.inei.gob.pe/censos2007/tabulados/

## Actividades económicas
- Agricultura

Los cultivos que se pueden encontrar son: maíz, plátanos, granadillas, café, caña brava, carrizo, guayaquil o bambú,caña de azúcar, entre otros.
- Ganadería

Generalmente el ganado que se cría es el vacuno, porcino y caprino en zonas de pastoreo comunales y privadas.

## Clima
Tiene un clima templado y seco en invierno y verano intensamente lluvioso en los meses de enero, febrero y marzo. Además por encontrarse en ladera de poca pendiente, existe presencia de neblinas entre los meses de mayo a agosto.
Presenta una temperatura promedio anual de 18 °C.

## Flora
Existen gran variedad de vegetales, entre ellos tenemos: El ceibo o tunsho, el Alpataco o faique, el sinrre, la taya o tara, el tuple, etc.

## Fauna
En su hábitat natural se pueden observar: pumas, venados, zorros, linces, gatos monteses, liebres, ardillas, águilas, gavilanes, halcones, loros, perdices, palomas, tórtolas, urraca comunes, tordo renegridos, Chilalos, etc.

## Autoridades

### Municipales
- 2019 - 2022[4]
  - Alcalde: Leopoldo Marcelo Gamarra Castañeda, de Alianza para el Progreso.
  - Regidores:

  1. Elías Barboza Gil (Alianza para el Progreso)
  2. José Pablo Bazán Mendoza (Alianza para el Progreso)
  3. Nerio Figueroa Cruzado (Alianza para el Progreso)
  4. Luz Violeta Vásquez Figueroa (Alianza para el Progreso)
  5. Merly Hisabel Cotrina Ramírez (Acción Popular)

Alcaldes anteriores
- 2015 - 2018:[5] Juan Leyva Gil, Movimiento Regional Independiente Diálogo Social (y)
- 2011 - 2014:[6] José Julver Cotrina Ramírez, de la Alianza Cajamarca Siempre Verde - Fuerza 2011 (CSV-K)
- 2007 - 2010:[7] Jorge Ramírez Prado

### Policiales
- Comisario:  SS PNP Antero VASQUEZ RONCAL

## Festividades
Su festividad principal se realiza el 14 de septiembre en homenaje al Señor de los Milagros, se celebra por cuatro días empezando desde el día 12 hasta el día 15.

## Tradiciones
Su comida tradicional es el cuy, que es un plato muy laborioso, ya que las mujeres lo preparan primero asándolo y después lo cocinan sacando un caldo con ello, luego al cuy lo fríen y presentan el plato con arroz con plátano verde chancado previamente pelado y cocinado.